# باباکو
باباکو یا پاپایا کوهی (نام علمی: Carica ×heilbornii var. pentagona) نام یک جوره از سرده خربزه درختی است.
(Vasconcellea × heilbornii ; syn. Carica pentagona)، یک رقم ترکیبی در جنس Vasconcellea از اکوادور است. این یک ترکیب ترکیبی بین Vasconcellea cundinamarcensis است (syn. Carica pubescens , "Mountain Papaya".) و Vasconcellea stipulata (syn. Carica stipulata , "Toronche"). [نیاز به استناد]

## رشد
این گیاه می‌تواند در ارتفاعات زیاد (بیش از ۲٬۰۰۰ متر) رشد کند، و مقاوم‌ترین گیاه در جنس Vasconcellea است. بابکو به عنوان درختچه ای علفی مانند Carica papaya طبقه‌بندی شده‌است (pawpaw یا papaya) اما برخلاف پاپایا تنها گلهای ماده تولید می‌کند. گیاه باباکو می‌تواند سالانه ۳۰–۶۰ میوه تولید کند و طول عمر متوسط آنها حدود ۸ سال است. گیاه کوچک به عنوان نمونه ظروف نسبت به پسر عموی پاپایا مناسب است که برای زنده ماندن به رطوبت ثابت و درجه حرارت بالا احتیاج دارد.
باباکو برای کشت گلخانه مناسب است، جایی که میوه‌ای با کیفیت بالا و دارای پوست خوراکی نرم تولید می‌کند. این گیاه در شرایط گلخانه ای به راحتی قابل کشت است (کمپلر و همکاران، ۱۹۹۳). تکثیر گیاه با ریشه زدن شاخه‌های زیر بغل انجام می‌شود. بخش‌های بنیادی ضعیف ریشه می‌گیرند. باز شدن جوانه‌های زیر بغل و رشد شاخه‌های بعدی با از بین بردن مریستم آپیکال تحریک می‌شود. شاخه‌ها به طول ۱۵–۲۵ سانتی‌متر بریده می‌شوند و فقط برگ آپیکال نگهداری می‌شود. سطح پایه ساقه خفیف صدمه دیده و در پودر ریشه در IBA 0.4% فرورفته و در محیطهای مناسب جهت ریشه مانند زغال سنگ نارس کاشته می‌شود: پرلیت: پرلیت: ماسه و تحت غبار متناوب قرار می‌گیرد. برش می‌تواند ظرف ۳ هفته برای پیوند آماده باشد.
بر خلاف پاپایای گرمسیری، babaco به آب و هوای گرمسیری نیمه گرمسیری احتیاج دارد. حداقل دمای گلخانه ۱۰ درجه سانتیگراد در شب، ۱۲ درجه سانتیگراد در طول روز و ۱۸ درجه سانتیگراد برای میوه به سرعت و یکنواخت توصیه می‌شود. درجه حرارت بیش از حد پایین باعث می‌شود میوه‌ها با پوستی خشن و پوسته پوسته شوند.
عادت گل نامشخص است. در شرایط گلخانه، رشد گیاهان در طول ماه زمستان (اکتبر - مارس در دمای ۴۹ درجه سانتیگراد) کند بوده و گل‌ها پیر می‌شوند و در تنظیم میوه نا موفق می‌شوند (Kempler et al.، ۱۹۹۳). در اکوادور، درختان از ۱۰ ماه بعد از کاشت شروع به کشت می‌کنند و ۶ ماه تحمل خود را ادامه می‌دهند و حدود ۴۰ میوه / درخت با هر وزن حدود ۱–۱٫۵ کیلوگرم تولید می‌کنیم، در گلخانه ما در مدت زمان ۱۶ ماه حدود ۳۲ کیلوگرم میوه در متر مربع تولید کردیم. ۰٫۸ گیاه در هر متر مربع، و ۲۵ کیلوگرم متر مربع بعد از ۱۲ ماه فضای در ۳ گیاه مربع مربع. به دلیل بار زیاد میوه، سیستم پشتیبانی از گیاهان لازم بود. با رشد گیاهان با تراکم زیاد می‌توان اندازه میوه کوچک را بدست آورد. میوه با تغییر تدریجی رنگ از سبز به زرد شروع به بلوغ می‌کند و اگر برداشت آن به تأخیر بیفتد، ساقه میوه غوطه ور می‌شود و میوه ریخته و کبود می‌شود. میوه با پوست ظریف با هرس‌هایی با ساقه کوتاه برداشت می‌شود و با دقت مورد استفاده قرار می‌گیرد. در اقلیم شمالی، رسیدن از ماه نوامبر (کاشت مارس) آغاز می‌شود و تا ژوئن ادامه می‌یابد. در این دوره گلهای جدید (آوریل-سپتامبر) تعیین می‌شود و محصول دوم در ماه نوامبر شروع به بلوغ می‌کند، این گیاه بر روی میوه آخرین تشکیل شده به عنوان پیر شدن گلها در ماه اکتبر بریده می‌شود. پس از پایان فصل دوم، گیاهان زراعی را می‌توان از پایه برید و جوان سازی کرد یا جایگزین گیاهان جدید شد.

## ویژگی‌ها
این درخت کوچک، بدون شکاف یا پراکنده‌است که به ۵–۸ متر ارتفاع می‌رسد. باریک بودن این میوه با پاپایای مربوط (C. papaya) متفاوت است و معمولاً کمتر از ۱۰ سانتی‌متر قطر دارد. میوه باباکو بدون بذر است و پوست صاف را نیز می‌توان بخورد و گفته می‌شود که طعم‌های توت فرنگی، پاپایا، کیوی و آناناس دارد. این میوه به شکل پنج ضلعی است، بنابراین نام علمی Carica pentagona را به آن می‌دهد. میوه به خصوص اسیدی نیست، اما حاوی پاپائین، آنزیم پروتئولیتیک است، که ممکن است باعث تحریک خفیف یا «سوختگی» شود.
مانند پاپایا، باباکو به دلیل میوه‌های خوراکی و آب میوه آن پرورش می‌یابد. کشت به دور از محدوده بومی خود تا جنوب نیوزیلند و تا شمال کالیفرنیا، برخی مناطق انگلستان، گورنزی، جزایر کانال، و حتی در ایتالیا (عمدتا سیسیل و کالابریا) موفق بوده‌است.